# خلية سرطانية منتشرة

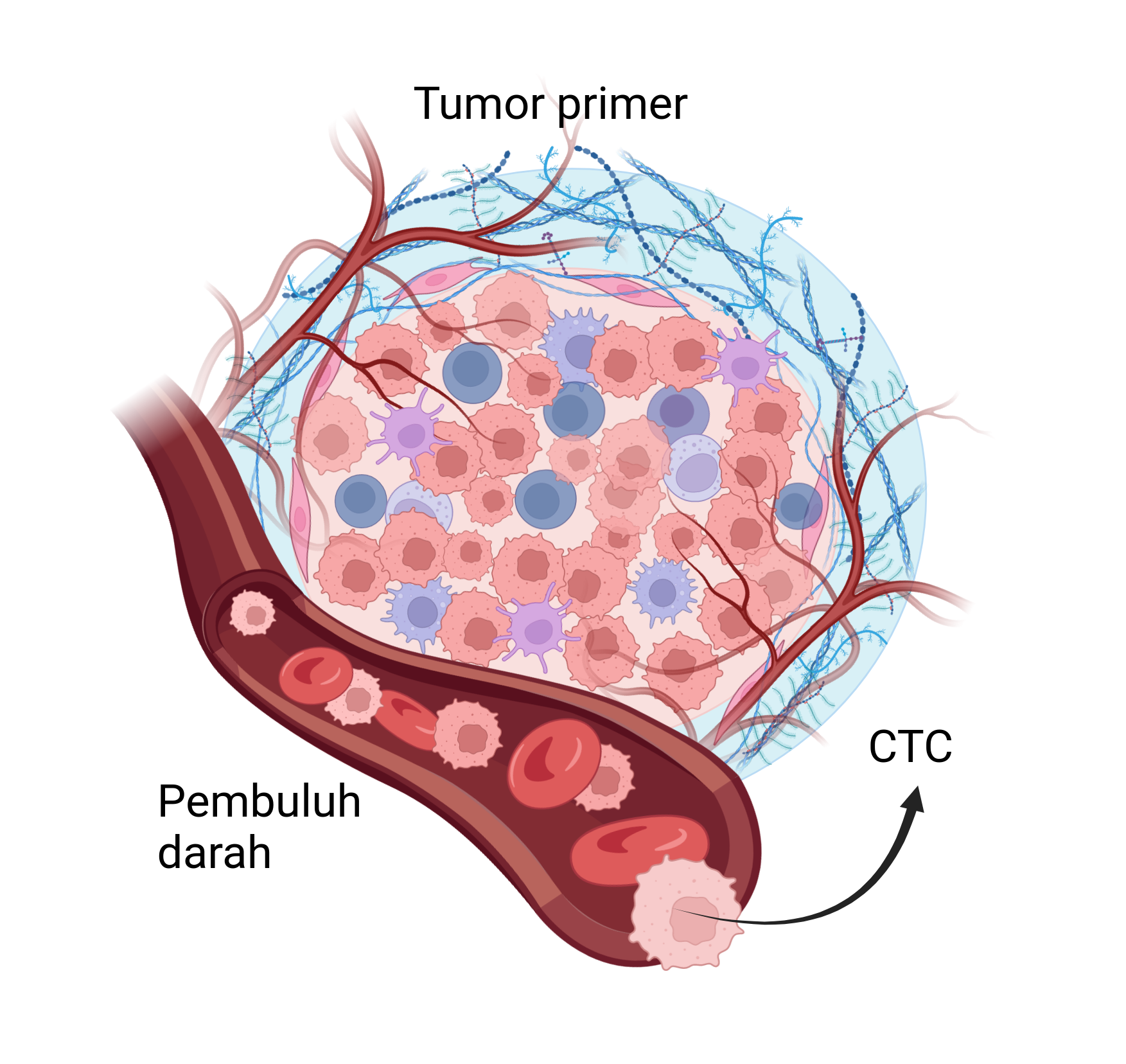
رسم توضيحي للخلايا السرطانية المنتشرة (CTC) والورم الرئيسي

الخلية السرطانية المنتشرة (خ.س.م) (بالإنجليزية: Circulating tumor cell)‏ اختصارا (CTC) هي الخلية التي أريقت إلى الأوعية الدموية أو اللمفاوية من ورم أولي ويتم حملها حول الجسم في الدورة الدموية. الخلايا السرطانية المنتشرة يمكن أن تتسرب وتصبح بذور للنمو اللاحق للأورام الإضافية (النقائل) في الأعضاء البعيدة، وهي آلية مسؤولة عن الغالبية العظمى من الوفيات المرتبطة بالسرطان. يمكن أن يساعد اكتشاف وتحليل ال(خ.س.م) في تشخيص المريض مبكرًا وتحديد العلاجات المناسبة. حاليًا، هناك طريقة واحدة معتمدة من الإدارة الغذاء والدواء في الولايات المتحدة للكشف عن الخلية السرطانية المنتشرة تسمى CellSearch وتستخدم لتشخيص سرطان الثدي والقولون والبروستاتا.
يوفر الكشف عن الخلايا السرطانية المنتشرة أو خزعة السائل مزايا عديدة لا تقدمها خزعات الأنسجة التقليدية. تعتبر خزعة السوائل وسيلة تشخيصية غير غازية وقابلة للإعادة بالإضافة إلى أنها توفر معلومات أكثر فائدة عن خطر انتشار المرض وتطوره وعن فعالية العلاج. على سبيل المثال، ارتبط تحليل عينات الدم المأخوذة من مرضى السرطان بزيادة اكتشاف الخلايا السرطانية المنتشرة مع تقدم المرض. تكون اختبارات الدم سهلة وآمنة ويمكن أخذ عينات متعددة بمرور الوقت. على النقيض من ذلك، يتطلب تحليل الأورام الصلبة إجراءات غازية قد يرفضها المريض. تمكننا القدرة على مراقبة تطور المرض بمرور الوقت من إجراء التعديلات المناسبة على علاج المريض، وذلك قد يحسن من مآل المرض ونوعية حياة المريض. يكون استبعاد الجراحة (المؤقت ربما) أحد المزايا المهمة لقدرتنا على التنبؤ بتقدم المرض مع مرور الوقت؛ إذ يمكن استبعاد الجراحة في حال كانت أعداد الخلايا السرطانية المنتشرة منخفضة ومستقرة دون ازدياد. يؤدي تجنب الجراحة إلى إلغاء خطر تكون الأورام المرتبط بالجراحات الورمية. ولهذه الغاية، طور الباحثون مؤخرًا تقنيات حساسة ومتجددة للكشف عن الخلايا السرطانية المنتشرة لدى المرضى الذين يعانون من السرطان النقيلي. مع ذلك، تكون الخلايا السرطانية المنتشرة نادرة جدًا؛ فقد يحوي كل ميلي ليتر من الدم عدد قليل جدًا منها، وهذا يجعل اكتشافها صعبًا إلى حدٍّ ما. إضافةً لما سبق، قد تعبر الخلايا السرطانية المنتشرة عن مجموعة متنوعة من المؤشرات التي تختلف من مريض لآخر، وهذا يجعل تطوير تقنيات ذات حساسية ونوعية عالية صعبًا.

## الأنواع
تصنف الخلايا التي تنشأ من السرطانات الظهارية –وهي النوع الأشيع من السرطانات- بحسب مقدار الواسمات الظهارية وحجمها وما إذا كانت تخضع للموت الخلوي المبرمج. وبشكل عام، تكون الخلايا السرطانية المنتشرة مقاومة للأنويكس –الانفصال عن اللحمة الخارجية، وهذا يعني أنها قادرة على البقاء في مجرى الدم دون الارتباط بركيزة.
1. تتميز الخلايا السرطانية المنتشرة التقليدية بنواة سليمة قابلة للحياة وبتعبيرها عن جزيئات الالتصاق بالخلية الظهارية والكيراتين الخلوي-وهو ما يشير إلى الأصل الظهاري للخلايا- وبغياب المستضد الشائع لكريات الدم البيضاء -وهو ما يشير إلى أنها من أصل غير مكون للدم- وبحجمها الكبير أو شكلها ومحتواها المختلف.[9]
2. تتميز الخلايا السرطانية المنتشرة سلبية الكيراتين الخلوي بغياب جزيئات الالتصاق بالخلايا الظهارية أو الكيراتين الخلوي. يعني ذلك وجود نمط ظاهري غير متمايز (خلايا سرطانية جذعية منتشرة) أو حدوث انتقال ظهاري ميزانشمي. قد يكون هذا النوع من الخلايا السرطانية المنتشرة الأكثر مقاومة والأكثر ميلًا لإحداث نقائل. إضافةً لذلك، يصعب على الدارسين عزلها لأنها لا تعبر عن الكيراتين الخلوي أو المستضد الشائع لكريات الدم البيضاء. مع ذلك، لا تختلف هذه الخلايا بشكلها وتعبيرها الجيني ومادتها الوراثية عن الخلايا السرطانية الأخرى.[10]
3. الخلايا السرطانية المنتشرة الخاضعة للموت الخلوي المبرمج، هي خلايا سرطانية منتشرة تقليدية خاضعة للموت الخلوي المبرمج. يمكن استخدام ذلك لمراقبة الاستجابة للعلاج، وذلك كما أجري تجريبيًا باستخدام طريقة إيبك ساسينس التي رصدت التفتت النووي والتفقع السيتوبلازمي المرتبط بالموت الخلوي المبرمج. يوفر قياس نسبة الخلايا السرطانية المنتشرة التقليدية إلى الخلايا الخاضعة للموت الخلوي المبرمج –بين البداية والعلاج- دليلًا على فعالية الوسيلة العلاجية في استهداف الخلايا السرطانية وقتلها.
4. تكون الخلايا السرطانية المنتشرة الصغيرة إيجابية الكيراتين الخلوي وسلبية المستضد الشائع لكريات الدم البيضاء، ولكن بأحجام وأشكال مشابهة لخلايا الدم البيضاء. الأهم من ذلك، تملك الخلايا السرطانية المنتشرة الصغيرة علامات حيوية نوعية للسرطان وهذا ما يساعد في كشفها. ترتبط الخلايا السرطانية الصغيرة بالأنماط المتقدمة للمرض وبالتمايز إلى سرطانات صغيرة الخلايا، وهذا يتطلب مسارًا علاجيًا مختلفًا في معظم الحالات.[11]

## مجموعات الخلايا السرطانية المنتشرة
مجموعات الخلايا السرطانية المنتشرة عبارة عن اجتماع نوعين أو أكثر من الخلايا السرطانية المنتشرة. قد تحتوي مجموعة الخلايا السرطانية المنتشرة على خلايا تقليدية أو صغيرة أو سلبية الكيراتين الخلوي. تعبر هذه المجموعات عن مؤشرات حيوية نوعية للسرطان، وهذا يمكننا من اكتشافها. وجدت العديد من الدراسات ارتباط وجود هذه المجموعات بارتفاع خطر انتشار النقائل وسوء الإنذار. على سبيل المثال، أظهرت إحدى الدراسات التي بحثت في سرطان البروستات أن معدل البقاء على قيد الحياة أطول بثمانية أضعاف لدى المرضى الذين امتلكوا نوع واحد من الخلايا السرطانية المنتشرة مقارنةً بأولئك الذين امتلكوا مجموعات من الخلايا السرطانية المنتشرة. أظهرت دراسات أخرى ارتباطات مماثلة لدى المرضى المصابين بسرطان القولون. بالإضافة إلى ذلك، قد يوفر عدد مجموعات الخلايا السرطانية المنتشرة معلومات تنبؤية مفيدة للمرضى الذين يملكون مسبقًا مستويات مرتفعة من الخلايا السرطانية المنتشرة.
خلافًا للإجماع الحالي، اقترحت إحدى الدراسات سلامة مجموعة واحدة على الأقل من تلك المجموعات السرطانية موضحةً أن وجودها مستمد من بطانة الورم. قد تظهر المجموعات البطانية الورمية المنتشرة علامات ظهارية ميزانشيمية ولكنها لا تعكس التركيب الوراثي للورم الرئيسي.
اعتقد سابقًا أن مجموعات الخلايا السرطانية المنتشرة لا يمكنها المرور عبر الأوعية الضيقة مثل الشعيرات الدموية بسبب حجمها. ومع ذلك، يبدو أن مجموعات الخلايا السرطانية المنتشرة تستطيع التفكك عبر الانقسام الانتقائي للالتصاقات بين الخلايا، وهذا يمكنها من اجتياز تلك العراقيل المؤقتة لتعود كما كانت بمجرد تخطيها. قد يكون هذا السلوك أحد العوامل التي تفسر امتلاك مجموعات الخلايا السرطانية المنتشرة قدرة هائلة على إعطاء نقائل.